# 斗六堡
斗六堡，是台灣中南部自清治時期至日治初期的一個行政區劃，其範圍包括今雲林縣的斗六市大部分地區、林內鄉中東部及古坑鄉北部。
斗六堡北邊為溪洲堡、東螺東堡，東邊為沙連堡、鯉魚頭堡，東南端為打貓東頂堡，南邊及西邊為他里霧堡。

## 管轄街庄
斗六堡共轄20個街庄：
- 今斗六市境內：斗六街、海豐崙庄、大北勢庄、保長廍庄、大潭庄、九老爺庄、大崙庄、溝仔垻庄、內林庄、林仔頭庄、石榴班庄、咬狗庄（南部）、菜公庄
- 今林內鄉境內：林內庄、九芎林庄、咬狗庄（北部）
- 今古坑鄉境內：水碓庄、高林仔頭庄、溪邊厝庄、新、棋盤厝庄